# Liste d'Occidentaux au Japon avant 1868
Cette liste présente les noms des Occidentaux notables qui ont visité le Japon avant la restauration de Meiji. Le nom de la personne est suivi par l'année de la première visite, le pays d'origine et une brève explication.

## Années 1500
- Fernão Mendes Pinto (1543, Portugal). Premier Occidental à visiter le Japon à Tanegashima. Il fait connaître les armes à feu aux Japonais[1].
- François Xavier (1549, Espagne). Venant de Goa, en Inde portugaise, il est le premier missionnaire catholique qui introduit le christianisme au Japon[2].
- Côme de Torres (1549, Espagne). Jésuite espagnol, missionnaire et successeur de saint François Xavier. Il baptise Ōmura Sumitada (premier 'daimyo' chrétien)[3].
- Luís Fróis (1563, Portugal). Jésuite qui se lie d'amitié avec Oda Nobunaga et publie plus tard un compte-rendu[4],[5]. Ses observations constituent encore une importante ressource pour les historiens japonais[6].
- João Rodrigues (1577, Portugal). Jésuite et prêtre portugais qui travaille comme missionnaire et sert d'interprète à Toyotomi Hideyoshi et Tokugawa Ieyasu. Rodrigues est également connu comme auteur d'œuvres remarquables sur la culture et la langue japonaise[7].

## Années 1600
- William Adams (1600, Angleterre). Premier Anglais à atteindre le Japon. Premier Occidental fait samouraï par le shogun Tokugawa Ieyasu[8],[9].
- Jan Joosten van Lodensteijn (1600, République néerlandaise). Camarade de William Adams devenu samouraï et conseiller du shogun. Son nom existe encore dans le nom du côté Yaesu de la gare de Tokyo[8],[10].
- Cristóvão Ferreira (1609, Portugal). Missionnaire jésuite qui commet l'apostasie après avoir été torturé lors des purges anti-chrétiennes du Japon. Son apostasie est le thème principal du roman Silence de Shūsaku Endō[11].
- Luis Sotelo (1609, Espagne). Moine franciscain qui fait du prosélytisme dans la région de Tohoku avec l'aide du daimyo Date Masamune. Il est exécuté après être retourné illégalement au Japon en 1624.
- John Saris (1613, Angleterre). Capitaine du navire anglais The Clove qui rencontre Tokugawa Ieyasu afin de créer un poste de commerce au Japon.
- Nicolaes Couckebacker (1633, République néerlandaise). Opperhoofd de la VOC installé à Hirado qui aide le gouvernement japonais à réprimer les rebelles chrétiens emmenés par Amakusa Shirō en 1638[12]

(Note : En 1639, le gouvernement japonais met en œuvre la politique sakoku qui interdit aux étrangers d'entrer sur le territoire japonais. La seule exception concerne les Hollandais qui sont autorisés à résider sur l'île Dejima. Cette politique se poursuit jusqu'en 1854.)
- Engelbert Kaempfer (1690, république néerlandaise). Naturaliste et médecin allemand dont la description du Japon dans son livre « Histoire du Japon » devient la principale source de connaissances occidentales sur le pays tout au long des deux siècles suivants[13].

## Années 1700
- Giovanni Battista Sidotti (1700, Italie). Prêtre et jésuite italien entré illégalement au Japon et arrêté. Ses échanges avec l'érudit Arai Hakuseki aboutit à la rédaction du livre Seiyō Kibun[14].
- Adam Laxman (1792, Russie). Navigateur russe qui reste brièvement à Hokkaido. Il est envoyé par Catherine II de Russie pour ramener Daikokuya Kōdayū au Japon[15].
- Carl Peter Thunberg (1775, Suède). Naturaliste suédois venu en tant que chirurgien sur un navire de la VOC.  apôtre de Carl von Linné dont les activités scientifiques donnent la première description détaillée de la flore et de la faune du Japon[16].
- Hendrik Doeff (1799, République néerlandaise). Opperhoofd de la VOC qu conserve la nationalité néerlandaise à son poste de la VOC à Dejima même après que Napoléon a envahi les Pays-Bas. Il préside la VOC lors de l'« incident Phaeton »[17].

## Années 1800
- Nikolai Rezanov (1804, Russie). Diplomate russe qui réside à Nagasaki pendant 6 mois. Il est envoyé par Alexandre Ier de Russie comme ambassadeur russe au Japon afin de conclure un traité de commerce mais sa demande est rejetée par le gouvernement japonais.
- Vassili Golovnine (1811, Russie). Navigateur russe retenu prisonnier sur l'île de Hokkaido. Son livre, « Captivité au Japon durant les années 1811, 1812, 1813 » est très lu par les Européens[18].
- Philipp Franz von Siebold (1823, Allemagne). Médecin, botaniste allemand qui apporte la médecine occidentale au Japon. Il est expulsé du Japon après la découverte de son activité d'espion (incident de Siebold)[19].
- Matthew C. Perry (1853, États-Unis). Commodore de l'U.S. Navy qui ouvre le Japon à l'Occident en 1854[20].
- Townsend Harris (1855, États-Unis). Premier consul général américain au Japon[21].
- Henry Heusken (1855, États-Unis). Interprète Néerlando-Américain pour le consulat américain au Japon assassiné par des rōnin anti-étranger. Son journal est publié sous le titre Japan journal, 1855-1861[22].
- Rutherford Alcock (1859, Royaume-Uni). Premier représentant diplomatique britannique à vivre au Japon. Son livre, The Capital of the Tycoon, est l'un des premiers qui décrit systématiquement le Japon de l'époque d'Edo[23].
- James Curtis Hepburn (1859, États-Unis). Médecin, pédagogue et missionnaire chrétien américain connu pour avoir inventé la méthode Hepburn de romanisation[24].
- Thomas Blake Glover （1859, Royaume-Uni）. Commerçant écossais qui soutient l'activité anti gouvernement d'Edo de l'alliance Satchō. Sa résidence à Nagasaki, conservée, est devenue le parc Glover[25].
- Margaret Tate Kinnear Ballagh (1861, États-Unis). Missionnaire américaine qui vit à Yokohama. Son compte-rendu Glimpses Of Old Japan, 1861-1866 est le seul ouvrage écrit par une Occidentale résidant au Japon au cours de l'époque d'Edo[26].
- Nicolas du Japon (1861, Russie). Prêtre orthodoxe russe qui introduit l'Église orthodoxe orientale au Japon[27].
- Charles Wirgman (1861, Royaume-Uni). Artiste et dessinateur anglais, créateur du Japan Punch, premier magazine du Japon[28].
- Charles Lennox Richardson (1862, Royaume-Uni). Commerçant britannique assassiné par un samouraï lors de l'incident de Namamugi ce qui entraîne le bombardement de Kagoshima[29].
- Ernest Mason Satow (1862, Royaume-Uni). Diplomate britannique qui participe aux négociations pendant le bombardement de Kagoshima[30].
- Aimé Humbert (1863, Suisse). Homme politique suisse qui établit un traité avec le Japon et plus tard publie Le Japon et les Japonais illustrés qui restitue de nombreux paysages détaillés du Japon de l'époque d'Edo[31]
- Felice Beato (1865, Royaume-Uni). Photographe qui enregistre les rares vues du Japon de l'époque d'Edo[32].
- Heinrich Schliemann (1865, Allemagne). Archéologue qui réside deux mois au Japon[33].